# Preparat mlekozastępczy
Preparat mlekozastępczy – preparat zastępujący mleko modyfikowane, w którym białko mleka krowiego zastąpione jest innym źródłem białka (np. hydrolizatem białka, lub białkiem sojowym). Preparat taki stosowany jest u niemowląt w leczeniu alergii pokarmowej.
Preparat ten wynalazła Sara Josephine Baker – amerykańska lekarka i działaczka humanitarna.